# IMSA GT Championship
IMSA GT Championship var ett amerikanskt sportvagnsmästerskap, organiserat av IMSA mellan 1971 och 1998. Serien efterträddes av American Le Mans Series.

## Historia

### Camel GT
IMSA GT Championship startades av John Bishop som tidigare även startat Trans-Am Series åt SCCA. Serien kallades även Camel GT efter största sponsorn. Bilarna var uppdelade i två klasser, GT-vagnar och standardvagnar som vardera var uppdelad i två kategorier, under respektive över 2,5 liter slagvolym. Den främsta klassen fick namnet GTO. Från 1977 blev turbomotorer tillåtna och en ny klass kallad GTX infördes, med Grupp 5-bilar.

### GTP
Till 1981 infördes en klass för sportvagnsprototyper kallad GTP. Dessa motsvarade Grupp C-bilarna i sportvagns-VM. Ganska snart kom serien att domineras av fabriksstödda stall från först Porsche och senare de japanska tillverkarna. Privatteamen kunde inte hänga med den skenande kostnadsspiralen. När sedan de stora tillverkarna försvann från sportvagnsracingen i början av 1990-talet avvecklades GTP-klassen efter 1993.

### World Sports Cars (WSC)
För att minska kostnaderna och därigenom locka tillbaka privatteamen infördes en ny klass med enklare sportvagnsprototyper 1993. Dessa World Sports Cars eller WSC hade öppna karosser och motorer hämtade från produktionsbilar. WSC-bilarna förblev högsta klassen fram till sista säsongen 1998. Detta år splittrades IMSA i två delar. De enkla WSC-bilarna har vidareutvecklats till Daytona Prototyper som tävlar på nationell nivå i Rolex Sports Car Series, medan namnet IMSA ägs av Don Panoz vars American Le Mans Series blivit en internationell serie med Le Mans Prototyper.

## Mästare

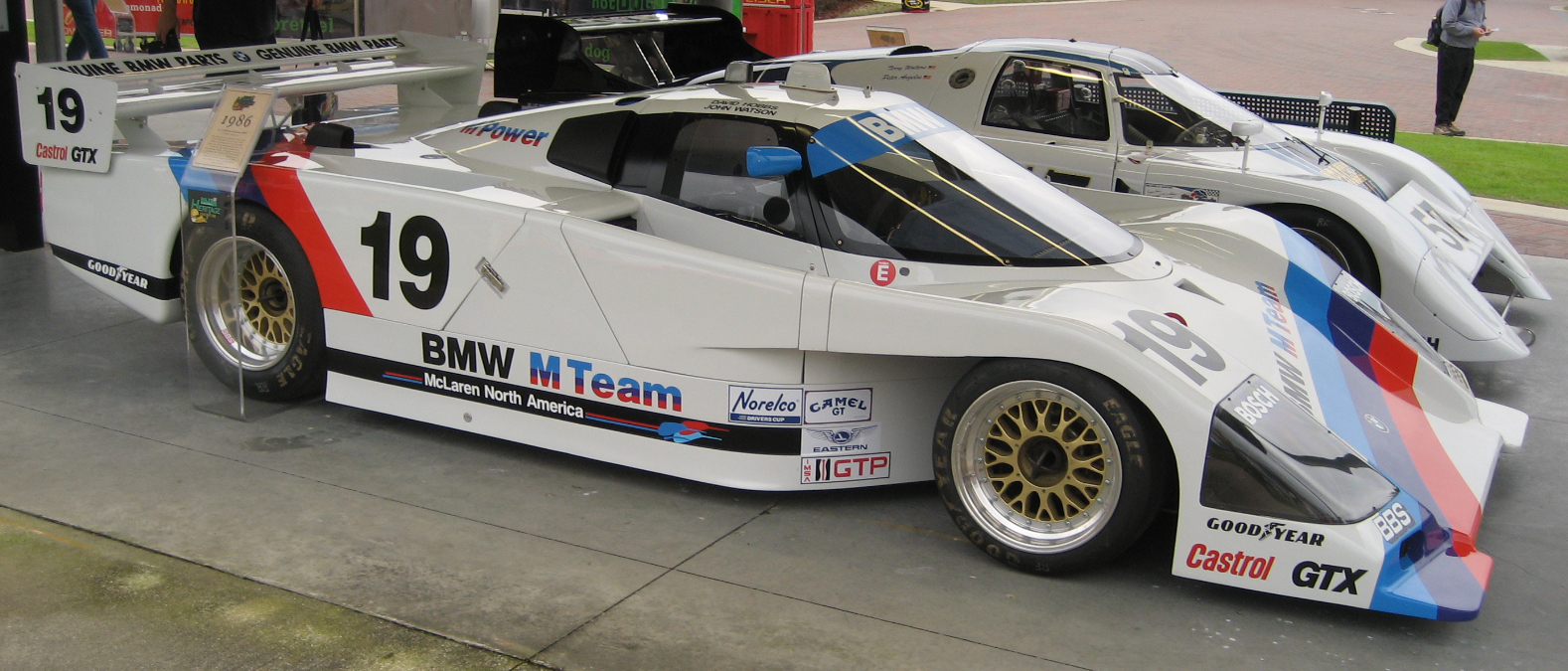
March-BMW GTP

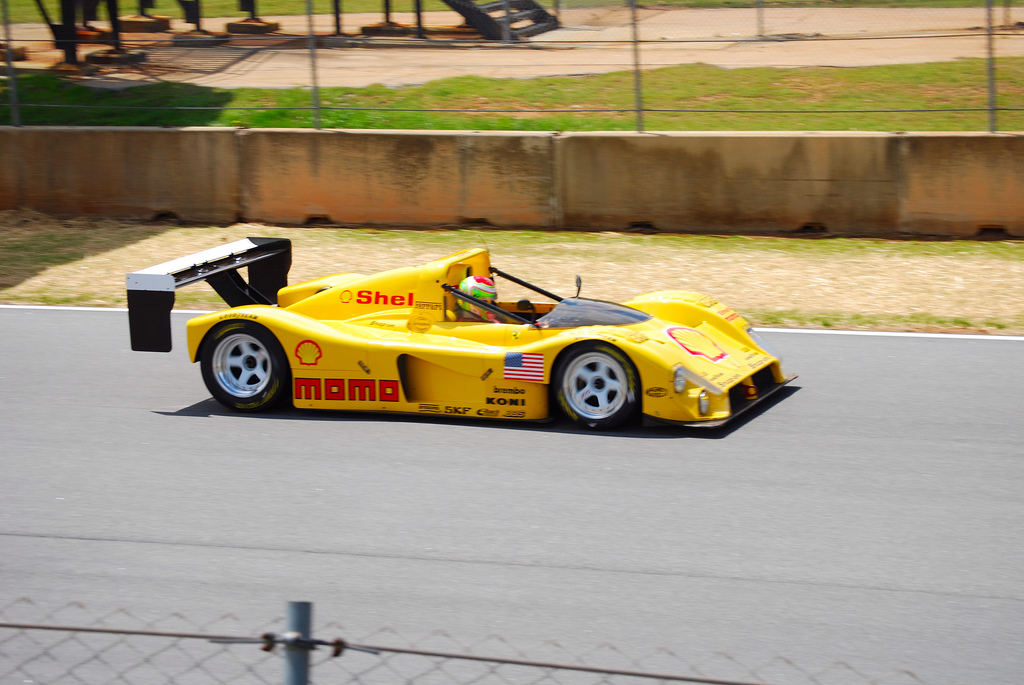
Ferrari 333 SP WSC

| År   | Förare                | Tillverkare | Team             |
| GTO  | GTO                   | GTO         | GTO              |
| ---- | --------------------- | ----------- | ---------------- |
| 1971 | Dave Heinz            | Chevrolet   |                  |
| 1972 | Phil Currin           | Chevrolet   | Phil Currin      |
| 1973 | Peter Gregg           | Porsche     | Toad Hall Racing |
| 1974 | Peter Gregg           | Porsche     | Toad Hall Racing |
| 1975 | Peter Gregg           | Porsche     |                  |
| 1976 | Al Holbert            | Porsche     |                  |
| 1977 | Al Holbert            | Porsche     |                  |
| GTX  |                       |             |                  |
| 1978 | Peter Gregg           | Porsche     |                  |
| 1979 | Peter Gregg           | Porsche     |                  |
| 1980 | John Fitzpatrick      | Porsche     |                  |
| 1981 | Brian Redman          | Porsche     |                  |
| GTP  |                       |             |                  |
| 1982 | John Paul Jr.         | Porsche     |                  |
| 1983 | Al Holbert            | Porsche     |                  |
| 1984 | Randy Lanier          | Chevrolet   |                  |
| 1985 | Al Holbert            | Porsche     |                  |
| 1986 | Al Holbert            | Porsche     |                  |
| 1987 | Chip Robinson         | Porsche     |                  |
| 1988 | Geoff Brabham         | Porsche     |                  |
| 1989 | Geoff Brabham         | Nissan      |                  |
| 1990 | Geoff Brabham         | Nissan      |                  |
| 1991 | Geoff Brabham         | Nissan      |                  |
| 1992 | Juan Manuel Fangio II | Toyota      |                  |
| 1993 | Juan Manuel Fangio II | Toyota      |                  |
| WSC  |                       |             |                  |
| 1994 | Wayne Taylor          | Oldsmobile  |                  |
| 1995 | Fermín Vélez          | Ferrari     |                  |
| 1996 | Wayne Taylor          | Oldsmobile  |                  |
| 1997 | Butch Leitzinger      | Ford        | Patrick Smith    |
| 1998 | Butch Leitzinger      | Ferrari     | John McLoughlin  |